# Helmkrab
De helmkrab (Corystes cassivelaunus) is een krab uit de familie Corystidae, die langs de Nederlandse en Belgische kust vrij algemeen wordt aangetroffen.

## Anatomie
De krab heeft een ovale carapax dat tot ongeveer 40 mm lang wordt. De schaarpoten zijn bij het mannetje sterk verlengd, en worden ongeveer tweemaal zo lang als het rugschild. De twee lange eerste antennes vormen een adembuis.

## Voorkomen en ecologie
De helmkrab komt voor in het noordoostelijke deel van de Atlantische oceaan, van de Noorse zuidkust tot Portugal, en eveneens in de Middellandse Zee.

Ze leeft ingegraven in het zand, waarbij enkel de antennes er boven uitsteken. C. cassivelaunus voedt zich met benthische infauna zoals borstelwormen en tweekleppigen.

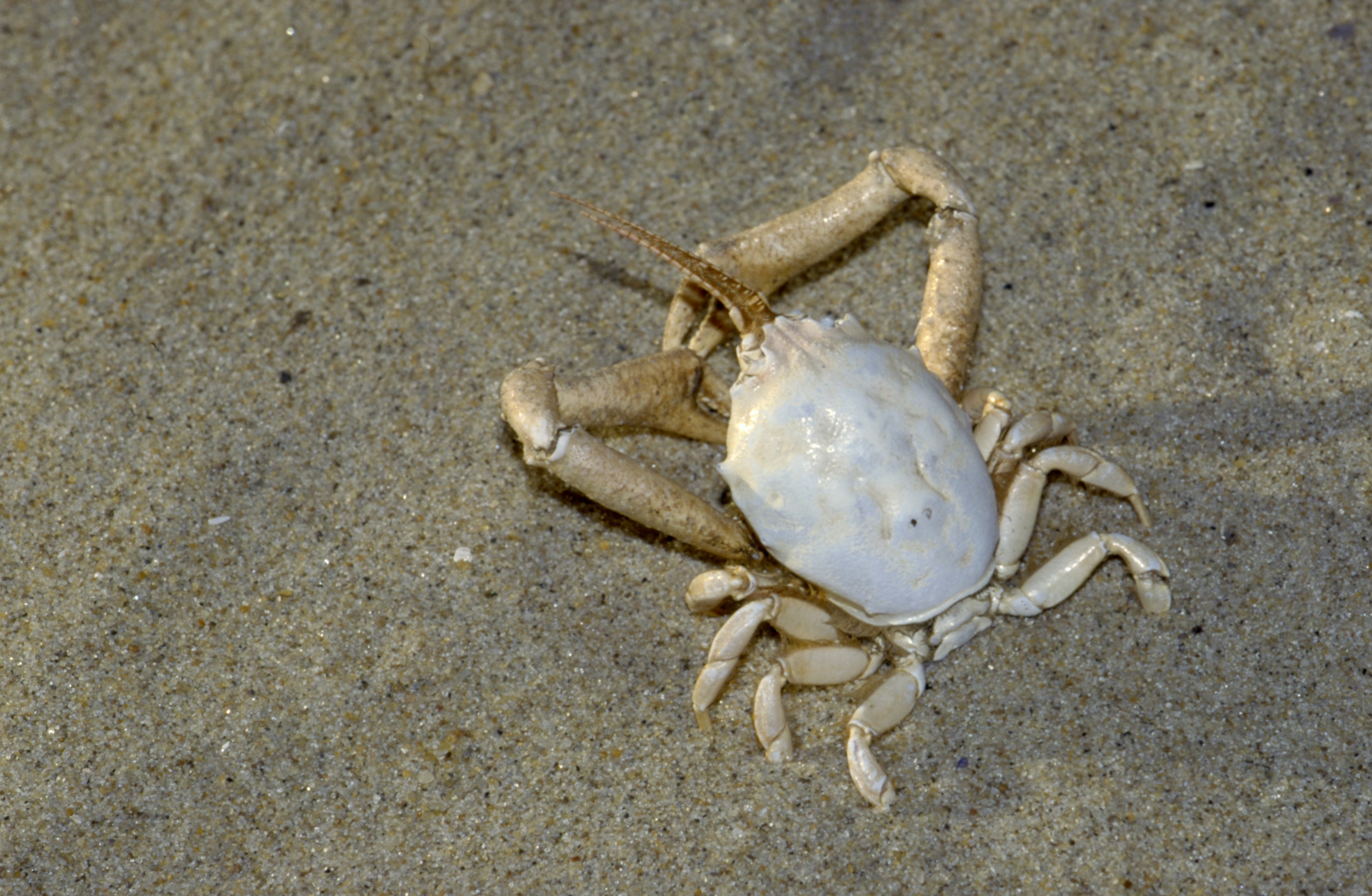